# Donald S. Harrington
Donald Szantho Harrington (* 11. Juli 1914 in Newton, Massachusetts; † 16. September 2005 in Rumänien) war ein US-amerikanischer unitarischer Pfarrer und liberaler Politiker.
Harrington war Mitglied des letzten Board of Trustees der American Unitarian Association vor ihrem Zusammenschluss mit den Universalisten; nach dem Zusammenschluss war er Mitglied des ersten Board der Unitarian Universalist Association. Ferner war er der Pfarrer der Community Church of New York, der größten unitarischen Kirche der USA.
Politisch betätigte Harrington sich als Anhänger von Norman Thomas zunächst in der Sozialistischen Partei. Später, nachdem er nach New York gezogen war, schloss er sich der Liberal Party of New York an und stieg zum Vorsitzenden auf Staatsebene auf. Diesen Posten hatte er 20 Jahre lang inne. 1966 kandidierte er an der Seite von Franklin D. Roosevelt Jr. für das Amt des Vizegouverneurs von New York. Sie erzielten 507.234 Stimmen, was einem Anteil von 8,4 Prozent entsprach und ihnen den vierten Platz einbrachte; siegreich war der Republikaner Nelson Rockefeller. Bei derselben Wahl wurde Harrington als Delegierter in den Verfassungskonvent des Staates New York gewählt.